# Wilhelm Herschel

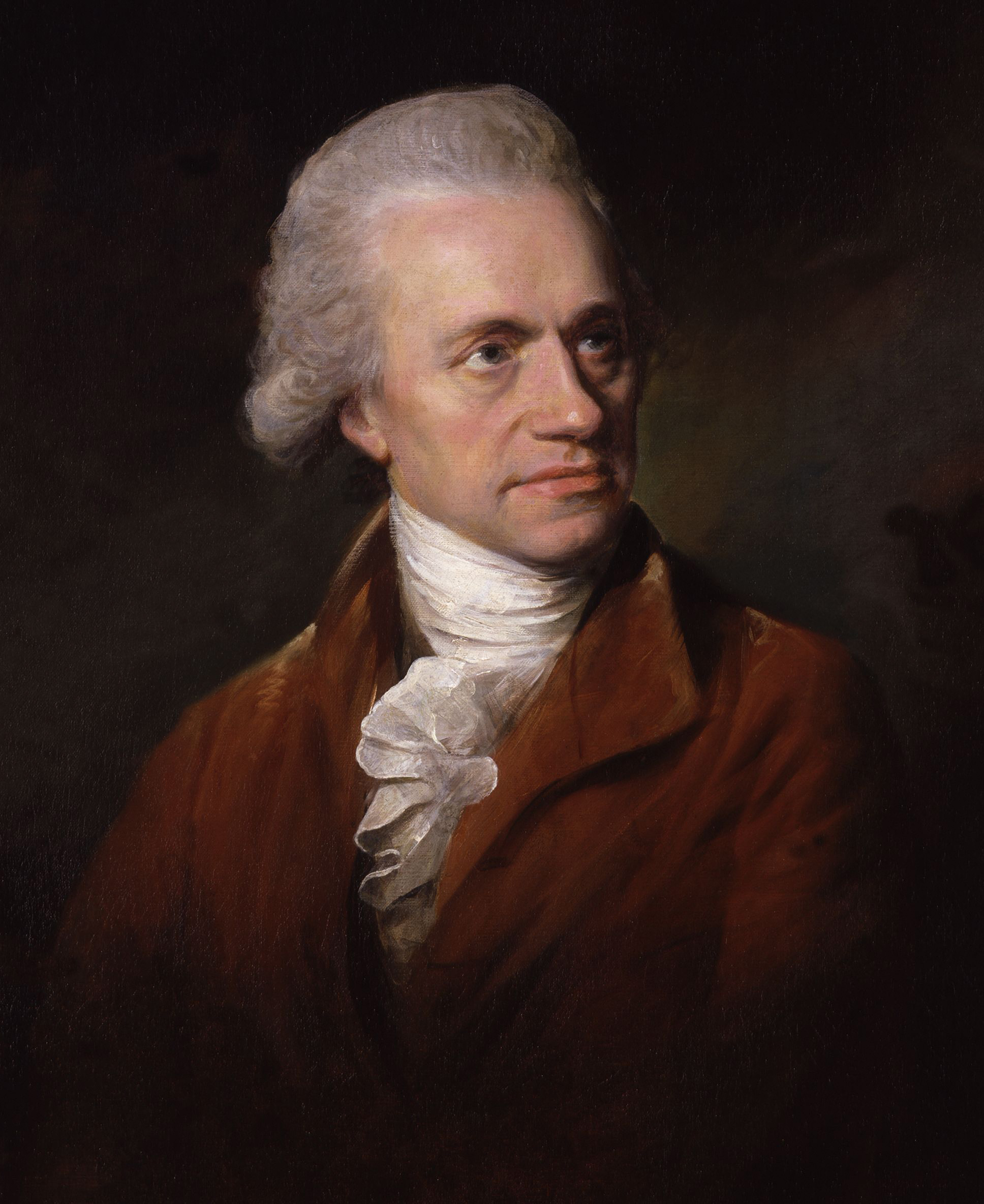
William Herschel,
Gemälde von Lemuel Francis Abbott (1785, Öl auf Leinwand, 76,5 × 63,5 cm, National Portrait Gallery, London)

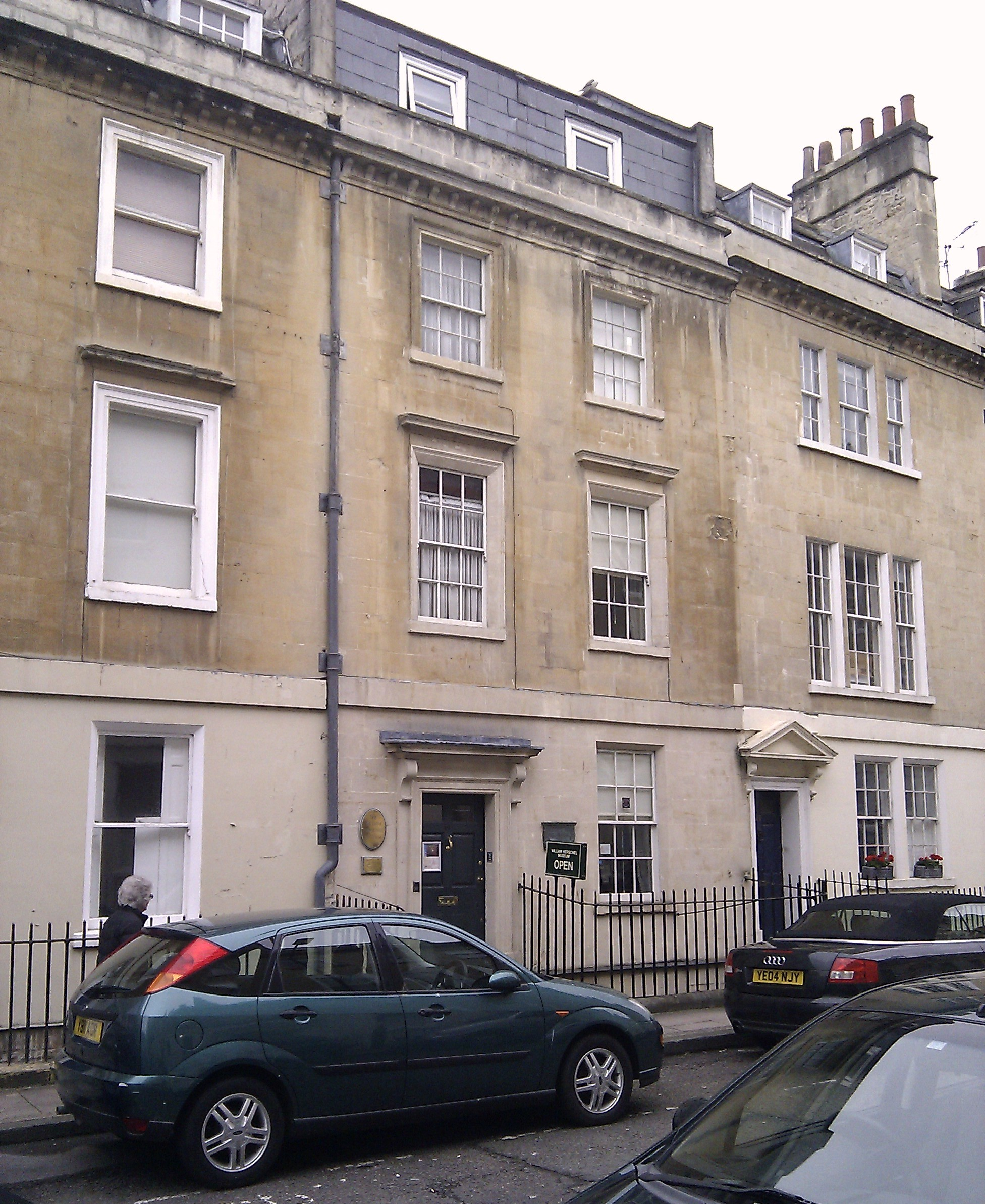
Herschels Wohnhaus in Bath, heute ein Museum

Friedrich Wilhelm Herschel (englisch William Herschel; * 15. November 1738 in Hannover; † 25. August 1822 in Slough) war ein deutsch-britischer Astronom, Musiker und Komponist. Er ist der Vater des Universalgelehrten John Herschel (1792–1871), der seine astronomische Forschung weiterführte.

## Leben
Herschel war Sohn des Militärmusikers Isaak Herschel und dessen Ehefrau Anna Ilse, geb. Moritzen. Sein Vater war arm, und für den jungen Wilhelm Herschel sollen „[e]ine Geige und einige vergelbte Notenbücher“ sein „ganzer Reichthum“ gewesen sein. Friedrich Wilhelm wuchs in Hannover auf und trat mit 14 Jahren als Oboist und Violinspieler der kur-hannoverschen Fußgarde bei. Schon in jungen Jahren fing er an, sich für Mathematik und Sprachen zu interessieren. Bei Ausbruch des Siebenjährigen Kriegs 1756, bevor die französischen Truppen 1757 die Stadt Hannover besetzten, wurde sein Regiment nach England verlegt, das damals mit seinem Heimatland Hannover in Personalunion verbunden war. Im Herbst 1756 kehrte er mit dem Regiment in seine Heimat nach Hannover zurück. Nach seiner Teilnahme an der Schlacht bei Hastenbeck im Juli 1757 reiste er im Oktober 1757, nachdem er die Armee verlassen hatte, mit seinem Bruder Jacob Herschel, der ebenfalls Musiker war, wieder nach London. Dort fand er eine Arbeit als Notenkopist. Ab 1760 fungierte er als Ausbilder der Durham Militia, bekam 1762 den Rang eines Direktors der Subskriptionskonzerte in Leeds und wandte sich 1766 nach Halifax, um dort für wenige Monate als Organist an der dortigen Parish Church zu wirken.
Die Stadt Bath (Somerset) gehörte um diese Zeit in England zu den Zentren des gesellschaftlichen und kulturellen Lebens. Wilhelm Herschel trat schon bald in das dortige Orchester ein, das zu den besten Englands zählte, und wurde noch im selben Jahr dessen Leiter. Gleichzeitig versah er ab Oktober 1766 das Amt des Organisten an der Bather Octagon Chapel. Außerhalb der Spielzeit in Bath gastierte er mit seinem Orchester unter anderem im Theatre Royal in Bristol; dort und in Bath leitete er während der Fastenzeit die Oratorien-Aufführungen. Die Mehrzahl seiner größeren Kompositionen schrieb er zwischen 1759 und 1769. Ab 1772 lebte auch seine jüngere Schwester Caroline Herschel bei ihm in Bath, die für ihn fortan den Haushalt führte und bei seinen Konzerten als Sängerin auftrat.

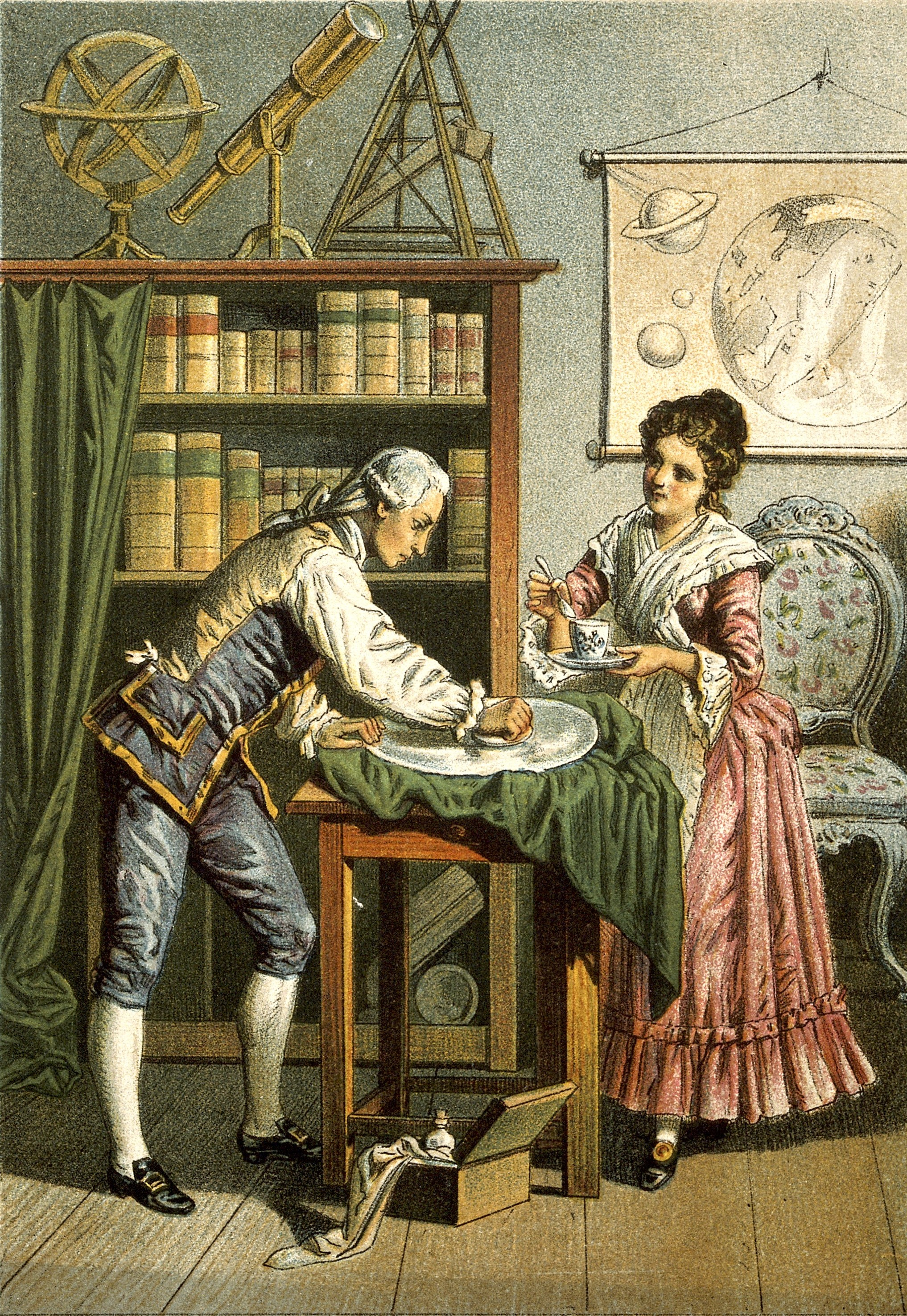
Wilhelm und Caroline Herschel beim Polieren eines Teleskop-Spiegels

Mit Beginn der 1770er Jahre wandte sich Wilhelm Herschel mehr und mehr der Astronomie zu. Durch das Studium der mathematischen Musiktheorie angeregt befasste er sich mit Mathematik sowie dem Bau und Verkauf astronomischer Instrumente. Mit dem Studium astronomischer Werke wuchs sein Interesse an der Astronomie, die sich für ihn nicht nur auf die Beobachtung von Mond, Planeten und Kometen erstreckte. Vielmehr wollte er die Objekte des Fixsternhimmels studieren und sogar eine vollständige Auflistung aller sichtbaren Sterne und Nebel erstellen. Hierzu waren die um 1770 gängigen Fernrohre und Spiegelteleskope jedoch technisch noch nicht imstande. Daher begann er, selbst Spiegelteleskope zu bauen, was ihm nach anfänglichen Misserfolgen auch gelang. Für den Spiegel verwendete er die Legierung Speculum. Ab 1776 fertigte er zahlreiche Teleskope mit ständig wachsendem Durchmesser (und damit größerer Auflösung) an. Bei seinen Beobachtungen wurde Herschel von seinem Bruder Alexander und seiner Schwester Caroline Herschel, die später eine anerkannte Astronomin wurde, unterstützt.
Im Jahr 1780 wurde Herschel Direktor des Orchesters in Bath, außerdem wurde er in die neu gegründete Bath Literary and Philosophical Society als Mitglied aufgenommen.
Berühmt wurde Herschel, als er 1781 ein neues Objekt im Sonnensystem entdeckte: den Planeten Uranus, den er zunächst zu Ehren des englischen Königs Georgium Sidus (Georgs Gestirn) nannte. Er wurde zum Mitglied der Royal Society of London gewählt. König George III. sagte ihm eine jährliche Pension von 200 englischen Pfund zu, wodurch er seine musikalischen Aktivitäten verlassen und sich ganz der Astronomie widmen konnte. 1785 übersiedelte er nach Old Windsor und ein Jahr später nach Slough. Herschel stellte in der Folgezeit Teleskope nicht nur für den eigenen Gebrauch, sondern auch zur Aufbesserung seiner Einnahmen her. Ab 1785 war er Mitglied der American Philosophical Society. 1786 wurde er zum auswärtigen Mitglied der Göttinger Akademie der Wissenschaften und 1788 in die American Academy of Arts and Sciences gewählt. Ebenfalls 1788 heiratete er Mary Pitt (1750–1832, geborene Baldwin), die Witwe seines Nachbarn John Pitt (1749–1786). Sein einziger Sohn, John Frederick William Herschel (1792–1871) wurde ebenfalls ein bedeutender Astronom. Neben vielen Persönlichkeiten besuchte im Juni 1792 der Komponist Joseph Haydn das Haus Herschels und bewunderte seine Teleskope. Da Wilhelm sich zu diesem Zeitpunkt auf Reisen befand, empfing ihn sehr wahrscheinlich seine Schwester Caroline. Die öfters wiederholte Vermutung, dass Wilhelm Herschel ihn zur Komposition Die Schöpfung inspiriert haben soll, ist daher sehr wahrscheinlich inkorrekt. Ab 1789 war Herschel Mitglied der Académie des sciences in Paris. 1793 wurde er zum Mitglied der Leopoldina gewählt; im selben Jahr erwarb er die britische Staatsbürgerschaft und hieß seitdem William. 1816 wurde er vom Prinzregenten, dem künftigen König Georg IV., als Ritter des Guelphen-Ordens zum Ritter geschlagen. 1820 wurde er zum ersten Präsidenten der Royal Astronomical Society gewählt, die sein Sohn John mit Charles Babbage und anderen gegründet hatte. In Slough lebte und arbeitete er bis zu seinem Tod 1822. Herschel wurde am 7. September 1822 in der St.-Laurence-Kapelle in Upton, Slough, begraben. Auf seinem Grabstein steht der lateinische Satz Caelorum perrupit claustra („Er durchbrach die Grenzen des Himmels“).

## Entdeckungen

### Uranus, Monde, Ringe und Nebel

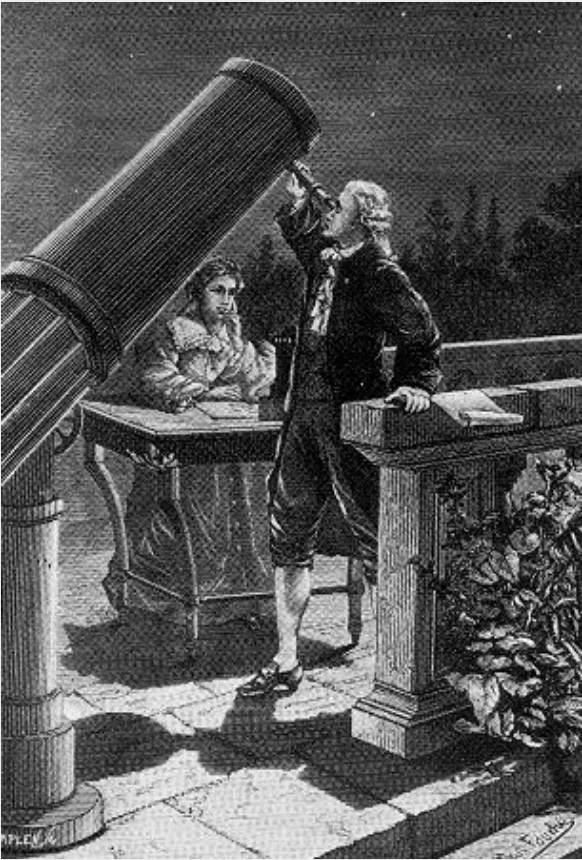
Darstellung Wilhelm und Caroline Herschels in der Nacht, in der Uranus entdeckt wurde.

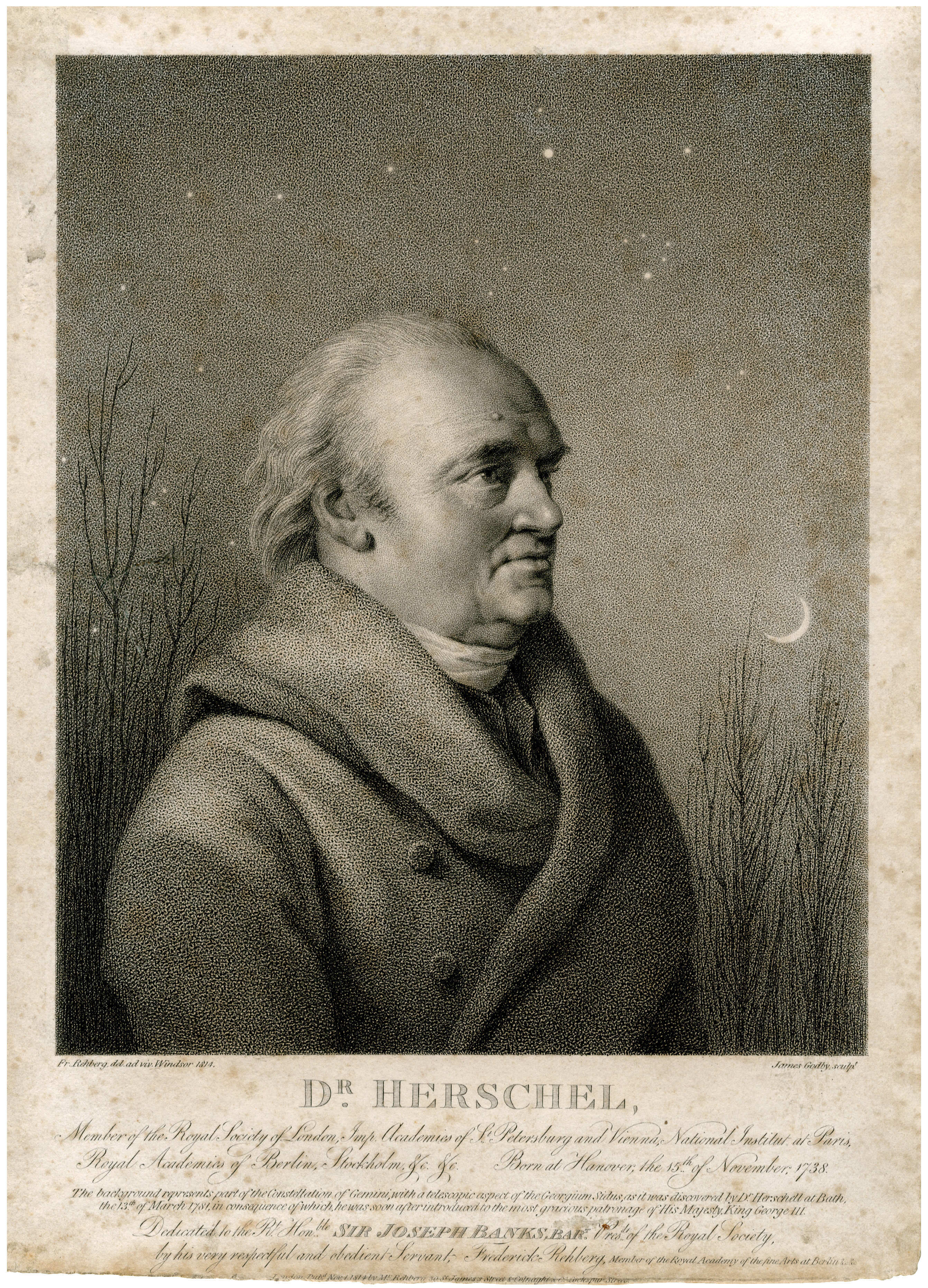
Dr. Herschel (1814) – Dieser Punktierstich von James Godby nach einer Vorlage von Friedrich Rehberg zeigt Herschel vor dem Sternbild der Zwillinge, in dem er 1781 den „neuen“ Planeten Uranus entdeckte. Der winterliche Nachthimmel als Kulisse lässt Herschel als „romantischen Weisen“ erscheinen.

Seit prähistorischen Zeiten kannten die Menschen anhand des freiäugig sichtbaren Sternenhimmels von den Planeten nur die fünf sonnen- und erdnächsten: Merkur, Venus, Mars, Jupiter und Saturn. Am 13. März 1781 entdeckte Herschel bei einer systematischen Himmelsdurchmusterung mit einem selbst hergestellten Spiegelteleskop ein Objekt, das ihm durch sein deutlich flächenhaftes Aussehen auffiel. Er dachte zunächst an einen Kometen. Doch dann erkannte er, dass es sich um einen Planeten handeln musste, und nannte ihn georgium sidus (Georgsgestirn), nach dem zu dieser Zeit regierenden englischen König. Da aber alle zu dieser Zeit am Himmel bekannten Planeten einen lateinischen Namen aus der griechisch-römischen Mythologie trugen, wurde er in Uranus umbenannt. Mit dieser Entdeckung war der räumliche Umfang des Sonnensystems auf das Doppelte angewachsen. Nach den zwei Monden Titania und Oberon (beide 1787) entdeckte Herschel 1789 auch schon das Ringsystem des Uranus, das bis zu seiner erneuten Entdeckung 1977 jedoch als Irrtum abgetan wurde. Auch die Sichtungen der Saturnmonde Mimas und Enceladus gehören zu seinen Erfolgen.
Herschels Interesse jedoch lag bei den nebligen Himmelsobjekten. Charles Messier hatte 1780/81 einen Katalog mit 103 nicht-punktförmig („neblig“) erscheinenden Objekten veröffentlicht; die Fachleute waren sich nicht einig, ob es sich dabei jeweils um unzählige Sterne oder aber um leuchtende Wolken oder Flüssigkeiten handelte. Vom Herbst 1782 an suchte Herschel gezielt nach weiteren Objekten dieser Art (bis 1802). Mit seinem überlegenen Gerät stellte er bald fest, dass er mehrere der „Nebel“ in Einzelsterne auflösen konnte. Er vermutete, dass auch die übrigen Objekte Sternhaufen seien und nur deshalb nicht aufgelöst werden könnten, weil sie viel weiter entfernt – und damit auch viel größer – seien als bis dahin gedacht. Diese im Jahr 1785 geäußerte Vermutung hat sich prinzipiell als zutreffend erwiesen. Jedoch konnte Herschel noch nicht wissen, dass es sich um grundverschiedene Typen handelte: echte leuchtende Gasnebel (wie der Orionnebel), Sternhaufen (wie die Plejaden oder M13) und Galaxien (etwa der Andromedanebel).

### Nebelklassifikation und Milchstraßenstatistik
Herschel führte als Erster eine Klassifizierung dieser Objekte ein. In seinen Nebelkatalogen unterschied er sie nach der scheinbaren Helligkeit, der Größe, der Regelmäßigkeit der Form und der Konzentration zur Mitte hin. Im Verlauf seiner Untersuchungen entwickelte er eine Theorie der Entstehung der Sternhaufen: Die Gravitation habe mit der Zeit aus losen Haufen dichter gepackte Systeme entstehen lassen. So führte er das Konzept der Entwicklung (oder Evolution) in die Astronomie ein: Der Sternhimmel war nunmehr nicht mehr ewig und unveränderlich. Herschel wurde damit zum Begründer des Erkenntnisbereiches Kosmologie.
Als er im Jahr 1790 einen Fixstern mit umgebender Wolke beobachtete, revidierte er seine frühere Ansicht. Er hielt es nun für möglich, dass sämtliche Sterne sich unter dem Einfluss der Schwerkraft aus einer Art Wolke aus Gas oder Flüssigkeit zusammengezogen hätten.
Auch Statistik und Wahrscheinlichkeitsüberlegungen nutzte er als erster Astronom: Er fand, dass ein Stück der Milchstraße, 15° lang und 2° breit, mehr als 50.000 deutlich erkennbare Sterne enthält. Aus der Verteilung der Fixsterne und ihrer Zahl in gleich großen Eichfeldern suchte er die Gestalt der Milchstraße abzuleiten. Er kam zu dem Ergebnis, dass es sich um eine linsenförmige Ansammlung von Sternen handele. Da er annahm, sämtliche Fixsterne hätten dieselbe absolute Helligkeit, glaubte er, aus der scheinbaren Helligkeit auf den Abstand schließen zu können. Dieser Ansatz erwies sich später als falsch. Von Herschel stammen auch die ersten Versuche, die Bewegung des Sonnensystems im All zu bestimmen – eine Arbeit, die allerdings erst von Argelander u. a. mit schärferen Teleskopen erfolgreich in Angriff genommen werden konnte.
Auch stellte er fest, dass nicht alle Doppelsterne nur zufällig so angeordnet sein konnten (visuelle Doppelsterne). Es musste vielmehr eine beträchtliche Anzahl geben, die durch Schwerkraft aneinander gebunden sind (physische Doppelsterne). Er war in der Lage, die Kreisbewegung bei einigen dieser Sternpaare zu beobachten, und begann mit systematischen Helligkeitsvergleichen der Komponenten.

### Doppelsterne und Lichtspektrum
Im Laufe der Zeit erstellte er einen Katalog nebliger Objekte mit mehr als 2500 Eintragungen („Herschel-Katalog“ genannt) sowie einen Katalog mit 848 Doppelsternen. Ohne die selbstlose Mithilfe seiner Schwester Caroline wären diese Kataloge nicht zustande gekommen.
Er entdeckte die Uranusmonde Titania und Oberon sowie die Saturnmonde Mimas und Enceladus – womit er der einzige Mondentdecker des 18. Jahrhunderts war. Er bestimmte beim Saturn die Rotationsperiode und wies beim Mars jahreszeitliche Veränderungen nach. Aus der Beobachtung des Lomonossow-Effekts zog er den Schluss, dass die Venus eine Atmosphäre haben müsse. Lomonossow hatte dies bereits 1761 vermutet, jedoch nicht publiziert.
Herschel entdeckte im Jahr 1800 die Infrarotstrahlung, nachdem er Sonnenlicht durch ein Prisma lenkte und dahinter nicht nur in den sichtbaren Bereichen, sondern auch außerhalb des roten Endes des sichtbaren Spektrums ein Thermometer anbrachte. Die Temperatur stieg in diesem Bereich, und Herschel schloss daraus, dass dort eine unsichtbare Form von Energie wirksam sein müsse.
Herschels Beobachtungen waren nur durch die bis dahin außergewöhnliche Lichtleistung seiner Teleskope möglich, jedoch beeinträchtigt durch ihre unzureichende Schärfeleistung. Er war ein außergewöhnlich talentierter und unermüdlicher Beobachter; seine Lösungsansätze waren (manchmal allzu) kühn, jedoch immer wegweisend.

### Sonnenflecken und Klima
Herschel vermutete einen Einfluss zyklischer Änderungen der Sonnenstrahlung auf das Klima. Er war der Erste, der versuchte, den mutmaßlichen Zusammenhang quantitativ zu untermauern. Dazu verglich er historische Beobachtungen der Sonnenflecken und, als Indikator für das Klima, die Entwicklung der Londoner Weizenpreise, die er Adam Smith’ Werk „Der Wohlstand der Nationen“ entnahm. Er fand fünf Zeitabschnitte, in denen niedrige Preise mit vielen Beobachtungen von Sonnenflecken zusammenfielen, und fünf, in denen es hohe Preise und wenige Sonnenfleckenbeobachtungen gab. Er schloss daraus, dass wenige Sonnenflecken ein „Defizit der Sonnenstrahlen“ anzeigen könnten.

“The result of this review of the foregoing five periods is, that, from the price of wheat, it seems probable that some temporary scarcity or defect of vegetation has generally taken place, when the sun has been without those appearances which we surmise to be symptoms of a copious emission of light and heat.”

Die These eines Zusammenhangs von Klima und Sonnenflecken war im 19. Jahrhundert Gegenstand anhaltender Diskussionen (siehe auch Sonnenfleckentheorie). Tatsächlich ist eine hohe Zahl an Sonnenflecken ein Indikator für eine gesteigerte Aktivität der Sonne und höhere Strahlungsintensität, die tendenziell eine geringfügige Erwärmung der Erde bewirkt. Auch wenn die Relation der von Herschel untersuchten Größen nach modernen statistischen Standards nicht signifikant ist, war seine Analyse für die Ideengeschichte solar-terrestrischer Einflüsse bedeutend.

## Teleskope von Herschel

Lichtgang in einem Herschel-Lomonosov-Spiegelteleskop

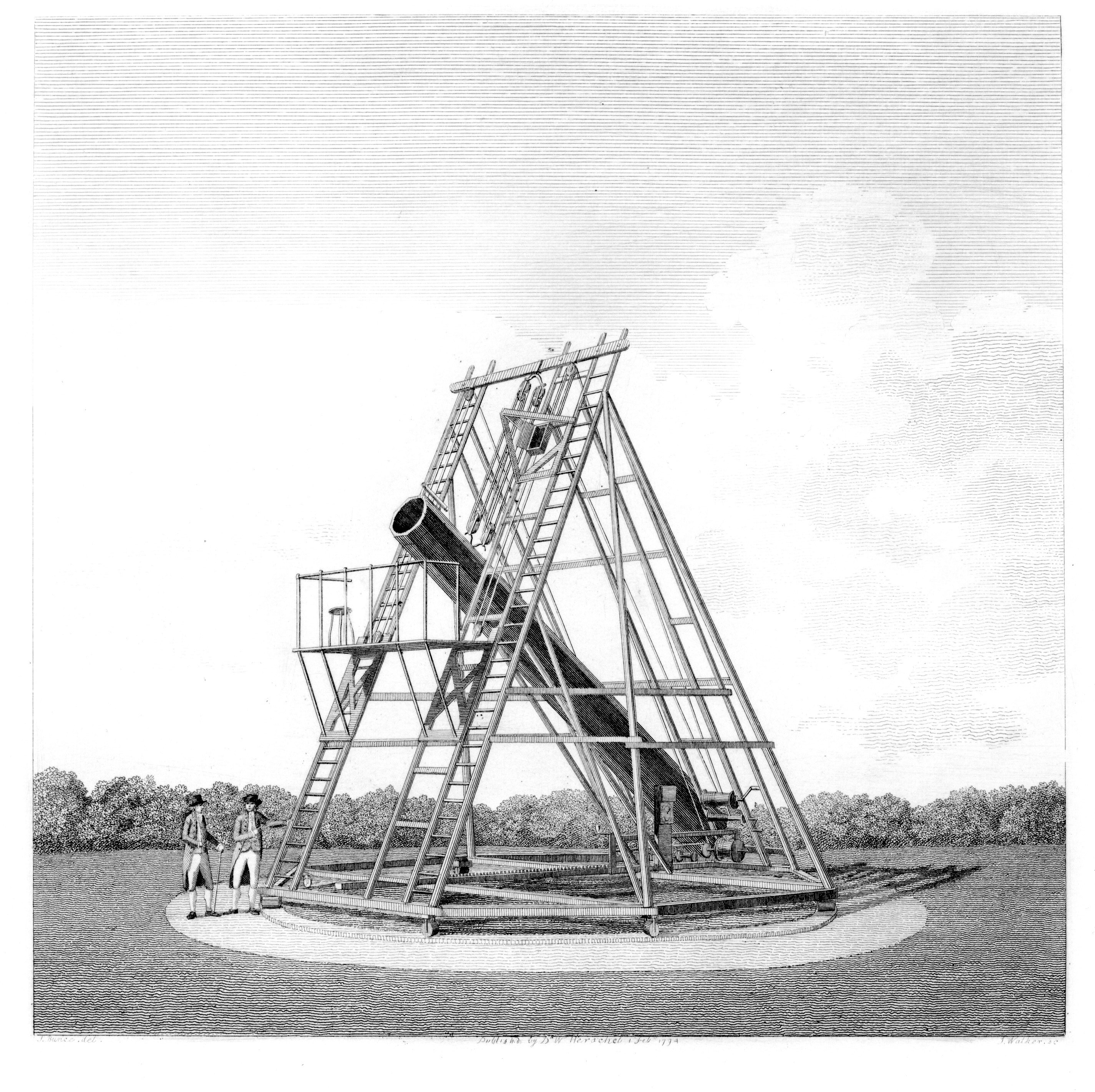
18,7 Zoll-Teleskop mit 20 Fuß Brennweite

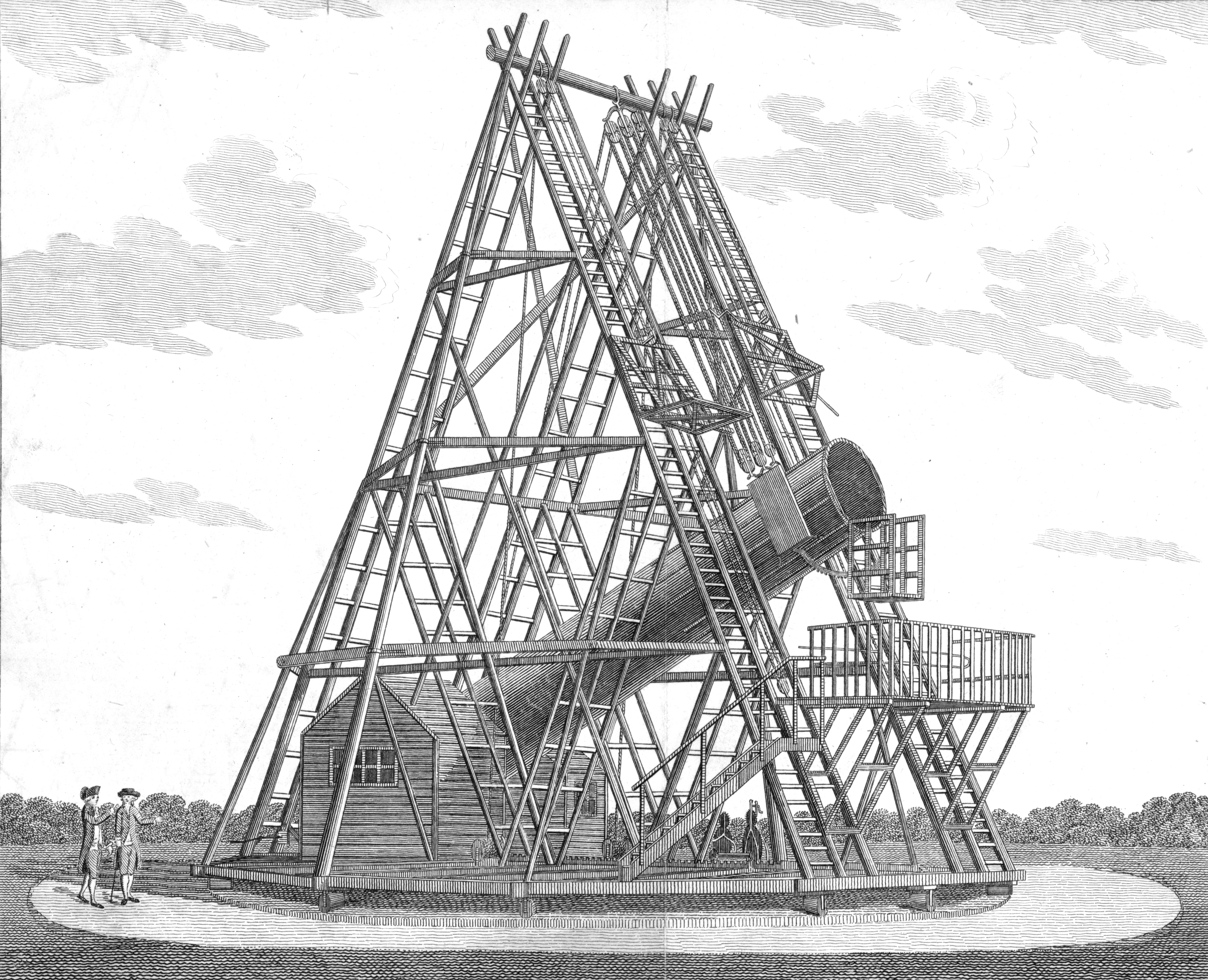
Wilhelm Herschels 48-Zoll-Spiegelteleskop

Herschel erfand eine Alternative zum seitlichen Einblick des Newton-Teleskops, weil seine Spiegel dafür groß genug waren. Dazu schrieb Meyers Konversationslexikon 1885:

„Bei den Riesenteleskopen von Herschel und Lord Rosse, deren Spiegel 1–2 m Durchmesser hatten, war ein solches zweites Spiegelchen [Anm.: Fangspiegel] und somit auch der von ihm herbeigeführte Lichtverlust durch einen einfachen Kunstgriff vermieden. Der Hohlspiegel (ss, Fig. 5) ist nämlich gegen die Achse des Rohrs ein wenig geneigt, so daß das Bildchen nahe an den Rand des Spiegels zu liegen kommt und daselbst durch eine Okularlinse o betrachtet werden kann. Dabei tritt freilich der Kopf des Beobachters teilweise vor die Öffnung des Rohrs, was aber bei dem großen Durchmesser des Spiegels von geringem Belang ist. Herschel nannte sein Instrument Front view telescop, d. h. Vornschaufernrohr.“

Das Verfahren setzt ein vergleichsweise niedriges Öffnungsverhältnis (Spiegeldurchmesser/Brennweite) voraus. Die Verkippung des Hauptspiegels gegen die optische Achse des Teleskops führt sonst zu starken Abbildungsfehlern (vgl. Schiefspiegler).
Von der Vielzahl von Teleskopen, die Herschel baute und benutzte, sind besonders zu erwähnen:
- Den Planeten Uranus entdeckte Herschel mit einem Spiegelteleskop von 6 Zoll (etwa 15 cm) Durchmesser und 7 Fuß (etwa 210 cm) Brennweite.
- Für seinen Nebel-Katalog benutzte er hauptsächlich ein Gerät mit 18,7 Zoll (47,5 cm) Spiegeldurchmesser und 20 Fuß (6,1 m) Brennweite (ab 1783).
- Sein größtes Teleskop (s. Abb.) wurde 1789 unter seiner Anleitung gebaut und hatte einen Spiegeldurchmesser von 48 Zoll (122 cm) und eine Länge von 40 Fuß (12 m).[20] Das Öffnungsverhältnis lag damit bei etwa 1:10. Es wurde erst zwei Generationen später von Lord Rosses „Leviathan“ übertroffen. Das 48-Zoll-Teleskop wurde 1839 durch einen Sturm zerstört.

Herschel baute ausschließlich Spiegelteleskope. Ihre Spiegel waren aus einer Metall-Legierung (Speculum) gegossen und mussten häufig nachpoliert werden, da sie leicht anliefen.

## Herschel als Musiker und Komponist
Herschel spielte neben Violine auch Cello, Oboe und Orgel. Seine ersten musikalischen Werke stehen noch ganz in der Tradition des norddeutschen empfindsamen Stils; die damit verbundenen Aspekte wie rasche dynamische Wechsel und kleinräumige Veränderungen im musikalischen Gefüge sind besonders im ersten Oboenkonzert Es-Dur und im ersten Viola-Konzert d-Moll (beide von 1759) erkennbar. Auch Anwendungen des Kontrapunkts und unvermittelte harmonische Entwicklungen mit Chromatik finden sich in seinen frühen Werken. Wohl durch Anregungen der Kompositionen von Johann Christian Bach und Carl Friedrich Abel gelangte er später zu einem galanten musikalischen Stil mit oftmals schlichter Harmonik. „Auffällig sind in diesen Werken die manchmal differenzierten Klangeffekte und das Bestreben des Komponisten, durch einen motivischen Bezug in mehrsätzigen Werken einen inneren Zusammenhang herzustellen.“ Manche seiner Werke werden noch gelegentlich aufgeführt.

## Nachleben
1935 wurde der Mondkrater Herschel nach ihm benannt. 1973 wurde der Marskrater Herschel nach ihm und seinem Sohn, Sir John Herschel, getauft. Der größte Krater auf dem von ihm entdeckten Saturnmond Mimas trägt seit 1982 den Namen Herschel, und auch der 1960 entdeckte Asteroid (2000) Herschel wurde nach ihm benannt. Die ESA benannte ihr 2009 gestartetes Weltraumteleskop nach ihm. In der Walhalla bei Regensburg befindet sich eine Büste von ihm.

## Musikalische Werke
- Sinfonien
  - Sinfonien Nr. 1–6 in G-Dur, D-Dur, C-Dur, d-Moll, f-Moll, B-Dur; Besetzung: 2 Violinen, Viola, Violoncello und Kontrabass obligato und 2 Violinen, 2 Fagotte und Cembalo in ripieno (1760)
  - Sinfonien Nr. 7–12 in d-Moll, c-Moll, F-Dur, g-Moll, f-Moll, D-Dur in der Besetzung wie die Sinfonien 1–6 (1761)
  - Sinfonien Nr. 13–18 in D-Dur, D-Dur, Es-Dur, Es-Dur, C-Dur, Es-Dur in der Besetzung wie die Sinfonien 1–6 (1762)
  - Sinfonien Nr. 19–24 in c-Moll, C-Dur, h-Moll, a-Moll, D-Dur, C-Dur in der Besetzung wie die Sinfonien 1–6 und erweiterten Bläsersatz (1762–1764)
  - Sinfonie e-Moll (1761), nur wenige Teile erhalten
- Konzerte
  - Konzert Es-Dur für Oboe, Streicher und Generalbass (1759)
  - Konzert C-Dur für Oboe, Streicher und 2 Hörner (um 1760–1762)
  - Konzert C-Dur für Oboe, Streicher, 2 Hörner und 2 Fagotte (um 1760–1762)
  - Konzertsatz C-Dur für Oboe, Streicher und 2 Hörner (um 1760–1762)
  - Konzert a-Moll für Violine, Streicher, Fagott und Generalbass (1760)
  - Konzert G-Dur für Violine, Streicher und Generalbass (1761)
  - Konzert C-Dur für Violine und Streicher (1762)
  - Konzert d-Moll für Violine und Streicher (1764)
  - Konzert d-Moll für Viola, Streicher und Generalbass (1759)
  - Konzert F-Dur für Viola, Streicher und Generalbass (1759)
  - Konzert C-Dur für Viola und Streicher (frühestens 1761/62), unvollständig
  - Konzert D-Dur für Orgel und Streicher (1767)
  - Konzert G-Dur für Orgel und Orchester (1767)
  - Andante G-Dur für Orgel und Streicher
- Kammermusik
  - 12 Solos für Violine und Generalbass (um 1763)
  - 6 Sonaten für Cembalo, mit Violine und Violoncello ad libitum, Bath (1769)
  - Andantino für 2 Bassetthörner, 2 Oboen und 2 Fagotte
  - 24 Capriccios für Violine solo (1763)
  - 3 Sonaten für Cembalo, mit Violine und Violoncello ad libitum
  - „25 Variations upon the Ascending Scale“ für Tasteninstrument
  - „Miss Shafto’s Minuet“ D-Dur und „Miss Hudson’s Minuet“ G-Dur für Cembalo
- Orgelwerke
  - 6 Fugen für Orgel
  - 24 Sonaten für Orgel, davon 14 erhalten
  - 33 „Voluntaries“ und „Full Pieces“, unvollständig
  - 24 „Full Pieces“, unvollständig
  - 12 „Voluntaries“, davon 1 erhalten

## Schriften (Auswahl)
- Account of a comet. In: Philosophical Transactions. Band 71, 1781, S. 492–501 (doi:10.1098/rstl.1781.0056, JSTOR:106542).
- Catalogue of one thousand new nebulae and clusters of stars. In: Philosophical Transactions. Band 76, 1786, S. 457–499 (doi:10.1098/rstl.1786.0027, JSTOR:106639).
- An account of the discovery of two satellites revolving round the Georgian planet. In: Philosophical Transactions. Band 77, 1787, S. 125–129 (doi:10.1098/rstl.1787.0016, JSTOR:106717).
- Account of the discovery of a sixth and seventh satellite of the planet Saturn; with remarks on the construction of its ring, its atmosphere, its rotation on an axis, and its spheroidical figure. In: Philosophical Transactions. Band 80, 1790, S. 1–20 (doi:10.1098/rstl.1790.0001, JSTOR:106823).
- Description of a forty-feet reflecting telescope. In: Philosophical Transactions. Band 85, 1795, S. 347–409 (doi:10.1098/rstl.1795.0021, JSTOR:106961).
- Catalogue of a second thousand of new nebulae and clusters of stars; with a few introductory remarks on the construction of the heavens. In: Philosophical Transactions. Band 79, 1789, S. 212–255 (doi:10.1098/rstl.1789.0021, JSTOR:106695).
- Catalogue of 500 new neb nebulous stars, planetary nebula; and clusters of stars; with remarks on the construction of the heavens. In: Philosophical Transactions. Band 92, 1802, S. 477–528 (doi:10.1098/rstl.1802.0021, JSTOR:107131).

- Über den Bau des Himmels. Abhandlungen über die Struktur des Universums und die Entwicklung der Himmelskörper 1784–1814. Hrsg. von Jürgen Hamel. Harri Deutsch Verlag, Frankfurt a. M. 2001 (= Ostwalds Klassiker der exakten Wissenschaften. Band 288). ISBN 3-8171-3288-3.